# Saori Nagamine
Saori Nagamine, född 5 juli 1993, är en japansk bågskytt. Hon deltog vid olympiska sommarspelen 2016.